# Luis Amaranto Perea
Luis Amaranto Perea Mosquera (født 30. januar 1979 i Turbo, Colombia) er en colombiansk tidligere fodboldspiller, der spillede som forsvarsspiller. Gennem karrieren spillede han blandt andet for den mexicanske klub Cruz Azul, for spanske Atlético Madrid samt hos Independiente Medellín i sit hjemland og argentinske Boca.

## Landshold
Perea nåede at spille 72 kampe for Colombias landshold, som han debuterede for den 10. september 2003 i et opgør mod Bolivia. Han har blandt andet repræsenteret sit land ved Copa América i 2007.